# Liste der Bodendenkmäler in Heroldsberg
Auf dieser Seite sind die Bodendenkmäler in dem mittelfränkischen Markt Heroldsberg zusammengestellt. Diese Tabelle ist eine Teilliste der Liste der Bodendenkmäler in Bayern. Grundlage ist die Bayerische Denkmalliste, die auf Basis des Bayerischen Denkmalschutzgesetzes vom 1. Oktober 1973 erstmals erstellt wurde und seither durch das Bayerische Landesamt für Denkmalpflege geführt wird. Die folgenden Angaben ersetzen nicht die rechtsverbindliche Auskunft der Denkmalschutzbehörde.

## Bodendenkmäler in Heroldsberg
| Lage                   | Objekt | Akten-Nr.     | Bild           |
| ---------------------- | --- | ------------- | -------------- |
| Heroldsberg (Standort) | Siedlung vorgeschichtlicher Zeitstellung. | D-5-6432-0055 |                |
| Heroldsberg (Standort) | Siedlung vorgeschichtlicher Zeitstellung. | D-5-6432-0056 |                |
| Heroldsberg (Standort) | Vogelherd der frühen Neuzeit. | D-5-6432-0090 |                |
| Heroldsberg (Standort) | Siedlung vorgeschichtlicher Zeitstellung. | D-5-6432-0111 |                |
| Heroldsberg (Standort) | Archäologische Befunde im Bereich der frühneuzeitlichen Evang.-Luth. Pfarrkirche St. Matthäus in Heroldsberg bzw. spätmittelalterlichen Kirchenburg mit umwehrtem Kirch- und Friedhof. | D-5-6432-0190 |                |
| Heroldsberg (Standort) | Mittelalterliche und frühneuzeitliche Befunde im Bereich des Grünen bzw. Rabensteiner Schlosses in Heroldsberg und seiner Vorgängerbauten.                                             | D-5-6432-0191 |                |
| Heroldsberg (Standort) | Spätmittelalterliche und frühneuzeitliche Befunde im Bereich des Weißen Schlosses und seiner Vorgängerbebauung.                                                                        | D-5-6432-0192 |                |
| Heroldsberg (Standort) | Spätmittelalterliche und frühneuzeitliche Befunde im Bereich des Roten Schlosses und seiner Vorgängerbauten.                                                                           | D-5-6432-0193 |                |
| Heroldsberg (Standort) | Archäologische Befunde im Bereich des frühneuzeitlichen Gelben Schlosses und seiner Vorgängerbauten.                                                                                   | D-5-6432-0194 |                |
| Heroldsberg (Standort) | Freilandstation des Mesolithikums, Siedlung vorgeschichtlicher Zeitstellung. | D-5-6433-0002 |                |
| Heroldsberg (Standort) | Siedlung der Urnenfelderzeit. | D-5-6433-0006 |                |
| Heroldsberg (Standort) | Siedlung vor- und frühgeschichtlicher Zeitstellung. | D-5-6433-0008 |                |
| Heroldsberg (Standort) | Siedlung vorgeschichtlicher Zeitstellung. | D-5-6433-0009 |                |
| Heroldsberg (Standort) | Siedlung vorgeschichtlicher Zeitstellung, darunter der Steinzeiten. | D-5-6433-0010 |                |
| Eckental (Standort)    | Freilandstation des Mesolithikums und Siedlung des Neolithikums. | D-5-6433-0067 |                |
| Heroldsberg (Standort) | Freilandstation des Mesolithikums. | D-5-6433-0068 |                |
| Heroldsberg (Standort) | Bestattungsplatz der Hallstattzeit. | D-5-6433-0186 |                |
| Heroldsberg (Standort) | Mittelalterliche und frühneuzeitliche Befunde im Bereich des ehem. Herrensitzes von Kleingeschaidt und seiner Vorgängerbauten.                                                         | D-5-6433-0262 | weitere Bilder |
| Geschaidt (Standort)   | Streckenabschnitt der mittelalterlichen bis frühneuzeitlichen Altstraße Sächsische Straße.                                                                                             | D-5-6433-0265 |                |
| Heroldsberg (Standort) | Jagdliche Anlagen der frühen Neuzeit. | D-5-6433-0268 |                |